# Ryan Harrow
Ryan Harrow (Fort Lauderdale, Florida, 22 de abril de 1991) es un jugador de baloncesto estadounidense que actualmente forma parte de la plantilla de Rouen Métrople Basket de la Pro B francesa. Con 1,88 metros de estatura, juega en la posición de base.

## Trayectoria deportiva

### Universidad
Jugó una temporada con los Wolfpack de la Universidad Estatal de Carolina del Norte, en la que promedió 9,3 puntos, 1,9 rebotes y 3,3 asistencias por partido. Al término de la temporada, al estar descontento con el trato con el entrenador Sidney Lowe, solicitó ser transferido, llegando al acuerdo de que debería ser a una universidad que no fuera de la Atlantic Coast Conference.
Fue transferido a los Wildcats de la Universidad de Kentucky, donde tuvo que permanecer un año sin jugar debido a la normativa de la NCAA, año en el que curiosamente los Wildcats ganaron el Torneo de la NCAA. Jugó una temporada en su nuevo equipo, en la que promedió 9,9 puntos, 2,8 rebotes y 2,8 asistencias por partido.
Durante su temporada en Kentucky, recibió la noticia de que su padre había sufrido un infarto, pero a pesar de ello continuó en el equipo hasta finalizar la misma, cuando solicitó volver a ser transferido para estar cerca de su padre y de su familia, que vivían en Atlanta, a lo que su entrenador, John Calipari, no solo no se negó sino que apoyó su decisión, agradeciéndole el esfuerzo de competir en tal situación.
Fue transferido a los Panthers de la Universidad Estatal de Georgia, en esta ocasión sin el preceptivo año de sanción, donde jugó dos temporada más, en las que promedió 18,0 puntos, 2,4 rebotes y 3,9 asistencias por partido, siendo incluido en ambos años en el mejor quinteto de la Sun Belt Conference.

### Profesional
Tras no ser elegido en el Draft de la NBA de 2015, el 24 de julio firmó su primer contrato profesional con el Rethymno BC de la A1 Ethniki griega, donde jugó una temporada en la que promedió 12,7 puntos y 3,2 asistencias por partido.
En agosto de 2016 fichó por el Victoria Libertas Pesaro de la Lega Basket Serie A italiana.
En agosto de 2020, se confirma su fichaje por el Real Betis Baloncesto de la Liga Endesa.
En diciembre de 2020, regresa al Peristeri B.C. de la A1 Ethniki, tras rescindir su contrato con el Real Betis Baloncesto. En las filas del conjunto sevillano promedia 8 puntos, 1.8 asistencia y 1 robo por partido.
El 28 de febrero de 2021, firma por el Rouen Métrople Basket de la Pro B francesa.